# 岐阜市立本荘中学校
岐阜市立本荘中学校（ぎふしりつ ほんじょうちゅうがっこう）は、岐阜県岐阜市雲雀ヶ丘にある市立中学校。

## 概要
岐阜市中心部に近いところにあり、岐阜市民病院の北側に位置する。学校の北側には長良川が流れる。岐阜市立本荘小学校、岐阜市立徹明さくら小学校の2校区をもっている。本荘中学校は本荘校区内にあり、徹明さくら校区の生徒は通学距離が長くなるためバスでの通学が可能である。
1950年（昭和25年）ごろ、生徒を中心に雲雀ヶ丘中学校に改称する動きがあったが、諸般の事情により実現しなかった。

## 沿革
- 1947年（昭和22年）4月 - 岐阜市立第三中学校として開校。校舎は岐阜空襲で焼け残った岐阜高等女学校校舎を2階建に改築して使用。校区は本荘小学校、本郷小学校、木之本小学校。
- 1947年（昭和22年）
  - 4月1日 - 校区に徹明小学校校区が加わる。
  - 9月1日 - 岐阜市立本荘中学校学校に改称する。再配置により、徹明小学校が校区から外れる。
- 1949年（昭和24年） - 第二校舎が完成。
- 1950年（昭和25年） - 第三校舎が完成。
- 1954年（昭和29年） - 第四校舎が完成。
- 1960年（昭和35年）12月25日 - 新校舎（鉄筋コンクリート造3階建）が完成。
- 1961年（昭和36年）
  - 6月21日 - 講堂兼雨天体操場（旧体育館）が完成。
  - 11月5日 - 校舎を増築する。
- 1966年（昭和41年）7月16日 - プールが完成。
- 1975年（昭和50年）6月 - 新校舎（鉄筋コンクリート造4階建）が完成。
- 1979年（昭和54年）5月11日 - 岐阜市・杭州市友好都市提携により、友好指定校に決まる。
- 1980年（昭和55年）3月19日 - 特別教室が完成。
- 1986年（昭和61年）7月12日 - 新体育館が完成。
- 2005年（平成19年）4月 - 3期制から2期制に切り替えられる。秋休み（10月上旬）を設定。
- 2014年（平成26年） - 新しいテニスコートとバスケットコートが完成。

## 行事
- 4月:入学式、オリエンテーリング（1年）、授業参観、学級・学年懇談会、PTA総会
- 5月:家庭訪問
- 6月:修学旅行（3年）、海の体験学習（2年）
- 7月:個人懇談会
- 8月:職場体験学習（2年）
- 9月:体育祭、実力テスト（3年）
- 10月:終業式、始業式、生徒会役員選挙、高校一日入学、職場見学会、合唱選考会（2年）
- 11月:連合音楽会（2年）、実力テスト（3年）、合唱交流会（1年）
- 12月:個人懇談会 飛躍の会
- 1月:実力テスト（3年）
- 2月:進路懇談会（3年）、授業参観、PTA総会、進路講話
- 3月:生徒会役員選挙、卒業式

## 部活動
- 陸上競技
- サッカー
- 野球
- テニス（男・女）
- 剣道
- バドミントン
- 卓球
- バレーボール（女子）
- バスケットボール（男・女）
- 音楽
- 美術

## アクセス
- JR岐阜駅、または名鉄岐阜駅から岐阜バス鏡島市橋線「市橋」行きで「鏡島町1」下車。または、岐阜高富線「西鏡島」行きで「市民病院前」または「森屋」下車。
- JR西岐阜駅から西ぎふ・くるくるバス（市コミュニティバス）「市民病院」下車。

## 関係者

### 出身者
- 山田貴志 - 元プロ野球選手[3]
- ブルボンヌ[4] - 女装パフォーマー、ドラァグクイーン、エッセイスト